# نکوما (ایلینوی)
نکوما (به انگلیسی: Nekoma) یک منطقهٔ مسکونی در ایالات متحده آمریکا است که در شهرستان هنری، ایلینوی واقع شده‌است. نکوما ۲۴۷ متر بالاتر از سطح دریا واقع شده‌است.